# 홍사립
홍사립(洪思立, 1945년 2월 12일 ~ )은 대한민국의 정치인이다. 제41·42대 동대문구청장을 역임했다.

## 학력
- 송산국민학교 졸업
- 당진중학교 졸업
- 중동고등학교 졸업
- 고려대학교 문과대학 사학 학사

## 경력
- 민주정의당 서울특별시 지부 동대문구 지구당 사무국장
- 민주정의당·민주자유당·신한국당·한나라당 서울특별시 지부 동대문구 을 지구당 사무국장
- 홍준표 국회의원 특별보좌역
- 고려대학교 동문회 동대문지회 총무
- 전국연사협회 부총재
- ROTC 중앙회 상임이사
- 제41·42대 서울특별시 동대문구청장(민선 3·4기, 한나라당, 재선)

## 역대 선거 결과
|  | 41.8% |

|  | 48.71% |

|  | 63.12% |